# Jean de Lambertye
Jean de Lambertye, né le 30 janvier 1959 à Boulogne-Billancourt (Hauts-de-Seine), est un ingénieur financier fondateur d’un multi family office établi à Paris, Bruxelles et Strasbourg, et un spécialiste de la gestion des monuments historiques privés, dont il préside la principale association, La Demeure historique, de janvier 2001 à juin 2019.

## Biographie et parcours professionnel
Jean de Lambertye est issu d’une famille lorraine. Après des études secondaires au lycée Saint-Pierre-Chanel de Thionville et des classes préparatoires au lycée Stanislas à Paris, il est diplômé de l’École centrale Paris en 1982.
Jean de Lambertye travaille de 1985 à 1996 comme directeur adjoint au service des opérations financières de la Banque Indosuez. En 1996, il devient managing director Equity Capital Markets France de Natwest Markets puis de Bankers Trust. En 1999, il rejoint WestLB Panmure comme executive director Equity Capital Markets, puis, en 2002, il devient directeur général France de Petercam.
Depuis 2011, il est associé-fondateur de Eukratos, le Family Office Partagé, établi à Paris, Bruxelles et Strasbourg, dédié aux familles, aux entrepreneurs et aux organismes sans but lucratif (OSBL). Il exerce par ailleurs des missions de conseil en gouvernance d’entreprises familiales au travers de JL Conseil. Il est enfin administrateur indépendant d'un groupe familial.

## Engagement et responsabilités au titre du patrimoine
En 1984, il reprend un domaine familial à Cons-la-Grandville (Meurthe-et-Moselle), composé d’un important château, d’un ancien prieuré bénédictin et d’un ancien haut-fourneau, tous classés au titre des monuments historiques. Son engagement permet de perpétuer une continuité familiale de plus de neuf siècles, de restaurer cet ensemble et de réutiliser progressivement les composantes désaffectées, en générant de nouvelles activités en vue d’atteindre une pérennité économique. Cet ensemble est développé sous la marque "Le Clos de Lorraine".   
En 1988, il crée les Rencontres Musicales de Cons-la-Grandville (1988-2004), festival annuel de musique baroque, dans le cadre duquel plusieurs importants enregistrements discographiques ont été réalisés (notamment le premier enregistrement de Véronique Gens et la re-création des Funérailles des ducs de Lorraine, enregistrements qui ont l’un comme l’autre été distingués par la critique).
Président de La Demeure historique de janvier 2001 à juin 2019, il est à l’origine de plusieurs dispositifs comme la prise en compte de la valeur de conservation d’un monument historique par le Code civil (2006), l’extension du mécénat pour la restauration en faveur des monuments historiques privés (2007 et 2009), le maintien du régime fiscal sans plafonnement des déductions fiscales en contrepartie d’un engagement de conservation pendant 15 ans (2009) et son extension aux baux emphytéotiques (2016) ou encore le premier groupement inter-régional d’employeurs dédiés aux monuments historiques (2013).   
En 2008, il est à l'origine de la création de la Fondation pour les monuments historiques avec le soutien de plusieurs mécènes. Il est vice-président de cette fondation, reconnue d'utilité publique depuis le 13 avril 2018, et qui est aujourd'hui la seule fondation abritante dédiée aux monuments historiques, classés ou inscrits, privés et publics.
Il est membre du conseil d’administration du Centre des Monuments nationaux de 2004 à 2010.
Depuis 2009, il est membre du comité stratégique des fonds de dotation, devenu en 2014 comité de suivi des fonds de dotation. Il a créé en 2012 le fonds de dotation de la Haute Vallée des Forges (fonds de dotation de territoire).

## Engagement pour la Lorraine
Jean de Lambertye est vice-président du Cercle Economique Lorrain et membre du jury du Prix de l’initiative pour la Lorraine depuis sa création en 2008.

## Distinctions
- Chevalier de la Légion d'honneur (2012)[7]
- Commandeur de l'ordre des Arts et des Lettres (2019)[8]

## Publications et interventions
Jean de Lambertye intervient dans de nombreux colloques et publie des articles relatifs à la filière économique du patrimoine, aux modèles économiques de la gestion des monuments historiques et aux similitudes entre la transmission des entreprises et celle du patrimoine, et à la politique du patrimoine en général.
- Entreprises et monuments : (trans)mission impossible ? dans la revue Demeure historique, no 190, septembre 2013.
- Transmission et nouvelles générations : il y a urgence ! dans la revue Demeure historique, no 192, mars 2014.
- Patrimoine culturel, patrimoine naturel : à quoi bon ? dans la revue Demeure historique, no 193, juin 2014[9].
- Que fait la Demeure Historique ? dans la revue Demeure historique, n°211, décembre 2018.